# Reserva Bonobo Kokolopori
La Reserva Kokolopori Bonobo es una reserva natural en la República Democrática del Congo. La reserva 4875 kilómetros cuadrados (1882,2 mi²) es un área protegida para bonobos en peligro de extinción y utiliza un modelo comunitario de gestión de recursos naturales llevado a cabo por los residentes de las aldeas de Kokolopori y la organización local Vie Sauvage.
La reserva fue fundada en 2003 a través de acuerdos entre las aldeas locales y Vie Sauvage con la asistencia de la Bonobo Conservation Initiative. Fue reconocida formalmente por el gobierno de la República Democrática del Congo en 2009. Ubicada en el Territorio Djolu de Tshuapa, la reserva alberga entre 1000 y 1800 bonobos. La investigación científica en el reverso se centra en cuatro comunidades de bonobos que se han habituado a la presencia de humanos.

## Ubicación y geografía
La Reserva Kokolopori Bonobo tiene 4875 kilómetros cuadrados (1882,2 mi²) y está ubicada en el Territorio Djolu de la provincia de Tshuapa que abarca las 35 aldeas de Kokolopori. La reserva está situada dentro de la Cuvette Centrale, una región de humedales de tierras bajas y bosques tropicales en el ecosistema forestal Maringa-Lopori-Wamba.
Kokolopori está vinculado geográficamente a la Reserva científica de Luo por la Reserva de Bonobo de la Comunidad Iyondji, una reserva más pequeña administrada por la comunidad que se encuentra al oeste.

## Historia
Albert Lotana Lokasola, un local de Kokolopori, fundó la organización de conservación de la vida silvestre y los bosques Vie Sauvage en 1999. Se reunió con representantes de cada una de las aldeas de Kokolopori y comenzó el proceso de establecimiento de zonas protegidas para los bonobos. Los primeros esfuerzos para la reserva involucraron la educación ambiental, la creación de inventarios de vida silvestre, la capacitación de rastreadores y ecoguardias, y el inicio del proceso de habituación de las poblaciones locales de bonobos a los humanos. En 2001, Lokasola buscó apoyo por la esfuerzos de conservación en Kokolopori de la organización estadounidense Bonobo Conservation Initiative (BCI).
La Reserva Kokolopori Bonobo comenzó en 2003 con la firma de acuerdos entre los residentes locales y las organizaciones no gubernamentales (ONG) Vie Sauvage y Bonobo Conservation Initiative. Los acuerdos estipulaban que Kokolopori se encargaría de la protección de los bonobos y su hábitat, mientras que las ONG se encargarían de la salud. cuidados y empleo. Los acuerdos asignaron partes del bosque para la agricultura y permitieron la caza limitada dentro de la reserva, prohibiendo las trampas de alambre.
A partir de 2003, los lugareños de Kokolopori recibieron salarios por monitorear grupos de bonobos. Los proyectos de ONG dentro de la reserva han incluido una clínica de salud, iniciativas agrícolas y un programa de microcrédito que proporciona máquinas de coser para mujeres. Después de que un virus del mosaico destruyera casi el 80 % de los rendimientos de la yuca, ONG, incluidas Vie Sauvage y BCI, trabajaron con una cooperativa agrícola local y el Sur -East Consortium for International Development para importar variedades de yuca resistentes al virus.
El Bonobo Conservation Initiative implementó el programa de Intercambio de Información, lo que permitió una retroalimentación estructurada y el intercambio de conocimientos entre las ONG y los residentes locales. Como reserva natural administrada por la comunidad, la Reserva Kokolopori Bonobo es un modelo para la Bonobo Peace Forest, un proyecto para crear un hábitat protegido contiguo para los bonobos a través de una red de reservas administradas por la comunidad.
La Reserva Kokolopori Bonobo fue reconocida formalmente como área protegida por el gobierno de la República Democrática del Congo en mayo de 2009.

## Proyectos de investigación
Cuatro grupos de bonobos dentro de la Reserva Kokolopori Bonobo se han habituado con los humanos: Ekalakala, Kokoalongo, Fekako y Bekako. A partir de 2007, los bonobos cerca de la aldea de Yetee se acostumbraron a la presencia de investigadores.
El Proyecto de Investigación Kokolopori Bonobo se estableció en 2016 con la asistencia de la Sociedad Max Planck. El proyecto a largo plazo está dirigido por científicos de la Universidad de Harvard y el Instituto Max Planck de Antropología Evolutiva. Mantiene un campamento de investigación y un equipo de rastreadores locales que siguen tres de las comunidades de bonobos habituales: Ekalakala, Fekako y Kokoalongo. El proyecto colabora con el Ministerio de Investigación congoleño, el Bonobo Conservation Initiative y Vie Sauvage. También apoya la construcción de escuelas en la región.
La investigación sobre los bonobos dentro de la Reserva Kokolopori Bonobo se ha centrado en uso de herramientas, encuentros intergrupales, y depredación de semillas. La investigación publicada en 2021 encontró que las trufas eran una fuente de alimento para los bonobos, predominantemente las especies recién descritas Hysterangium bonobo.

## Poblaciones de vida silvestre
Los bonobos son una especie en peligro de extinción y solo se encuentran al sur del río Congo en la República Democrática del Congo. Las estimaciones de la población de bonobos dentro de la Reserva Kokolopori Bonobo oscilan entre 1000 y 1800. Un estudio de 2013 encontró que el 64% de la reserva tenía condiciones adecuadas para el hábitat de los bonobos.
Aparte de los bonobos, Kokolopori alberga once especies de primates, incluidos el mono Dryas y el colobo rojo de Thollon. Otras especies endémicas incluyen el gato dorado africano, el sitatunga, el búfalo del Congo, el bongo, el leopardo, el cocodrilo enano y la rana Congolius robustus Varias especies de aves en peligro de extinción viven dentro de la reserva, incluido el loro gris. La reserva también alberga el pájaro sol del Congo casi endémico, el pavo real del Congo, el avión de río africano, el avión del Congo y el tejedor de patas amarillas. Se han observado elefantes africanos del bosque utilizando la reserva como ruta de migración.